# Izabela Matusz
Izabela Matusz (ur. 1974 w Warszawie) – polska urzędniczka państwowa i dyplomatka, w latach 2013–2017 ambasador RP w Peru, od 2022 ambasador Unii Europejskiej w Panamie.

## Życiorys
Ukończyła międzynarodowe stosunki gospodarcze i polityczne w Szkole Głównej Handlowej w Warszawie, studia podyplomowe w Centrum Studiów Latynoamerykańskich Uniwersytetu Warszawskiego oraz Akademię Dyplomatyczną MSZ. Urzędniczka mianowana służby cywilnej. Pracę w Ministerstwie Spraw Zagranicznych rozpoczęła w 2002 w Departamencie Ameryki MSZ na stanowisku ds. Mercosur. W latach 2005–2009 przebywała na placówce w Argentynie, w tym jako charge d’affaires a.i. W latach 2009–2013 pracowała w Departamencie Ameryki na stanowisku ds. relacji UE z Ameryką Łacińską i Karaibami. Z ramienia MSZ koordynowała m.in. prace związane z Umową o handlu między UE a Kolumbią i Peru.
Postanowieniem Prezydenta RP z 24 grudnia 2012 została mianowana Ambasadorem Nadzwyczajnym i Pełnomocnym Rzeczypospolitej Polskiej w Republice Peru, z jednoczesną akredytacją na Wielonarodowe Państwo Boliwia i Republikę Ekwadoru. Stanowisko objęła 24 stycznia 2013. Funkcję piastowała do grudnia 2017. Następnie dołączyła do Europejskiej Służby Działań Zewnętrznych i w 2022 objęła stanowisko ambasadorki Unii Europejskiej w Panamie.
Zna biegle języki: angielski oraz hiszpański, roboczo francuski i portugalski.